# Causey (Nouveau-Mexique)
Pour les articles homonymes, voir Causey.
Causey est un village des États-Unis situé dans le comté de Roosevelt dans le Nouveau-Mexique.

## Histoire
Le village doit son nom aux frères Causey, chasseurs de bisons du XIXe siècle qui se sont fait remarquer par leur palmarès et pour avoir abattu le dernier bison dans l'est du Nouveau-Mexique. L'un des frères, Georges Causey installé son ranch sur le territoire de l'actuel village de Causey dans les années 1880, il est rejoint par ses frères, John et Robert L. (Bob) Causey. Son frère Robert Causey est le premier forgeron de la région. Les frères Causey ont découvert une nappe phréatique et sont devenus les premiers puisatiers de la partie sud du comté de Roosevelt,.

## Géographie
Les coordonnées géographiques sont : 33°51′0″N et 103°6′14″O. Le village est à proximité de la frontière du Texas, d'ailleurs parmi les villes les plus proches, Dora, Portales, Elida, on compte des villes texanes : South Sand Hills, Morton, Whiteface et Muleshoe.

## Démographie
Au recensement de 2019, le village comptait 104 habitants répartis dans 51 logements, la taille moyenne des ménages est de 2,55, le revenu moyen par habitant est de 28 280 $, nettement en dessous du revenu moyen national.
La population vote traditionnellement pour le Parti démocrate.